# NK Drava Podravske Sesvete
"NK Drava" je hrvatski nogometni klub iz Podravskih Sesveta. 

## O klubu
Na inicijativu mladeži osnovao ga 1950. godine tadašnji seoski učitelj Đuka Šostarec iz Đurđevca. Iste godine je registriran i počeo s radom, zahvaljujući grupi zaljubljenika u loptu i nogomet. Od tada do danas kroz klub su prošle mnoge generacije, svaka dajući dio sebe. Prvo nogometno igralište nalazilo se ispred kuće Donković (današnji stanovi Sitek i Igrić). 1976. godine klub doživljava bitnije promjene, te i dalje radi kontinuirano, počinju se okupljati pioniri i juniori,  dok seniori djeluju od samog početka. Do 1990. godine značajnije dostignuče kluba je međuopćinska liga Đurđevac - Virovitica. Stvaranjem RH, te ustrojavanjem Županija, klub počinje natjecanje od najnižeg ranga. Danas se klub nalazi - natječe u prvoj Županijskoj ligi gdje postiže značajniji plasman. Danas NK Drava ima prekrasno ograđeno igralište s rasvjetom za noćne utakmice, a zidove klupskih prostorija krase velike fotografije sastava iz bliže i dalje prošlosti, kao sjećanje i zahvala svima ali i kao uzor budućim naraštajima.
Klub ima tri ekipe: seniore, juniore i pionire. Ukupno oko 70 igrača. Nastupa u I. županijskoj ligi od 1997. godine. Za financijsku stranu, koja omogućava nesmetan rad kluba, brine se Općina Podravske Sesvete, koja osigurava prijevoze, sokove i sendviče na utakmicama, sve troškove registracije igrača, opremu, osiguranje igrača, grijanje i toplu vodu za svlačionice.

## Unutarnje poveznice
- Podravske Sesvete